# Орден «За укрепление мира и дружбы» (Беларусь)
Орден «За укрепление мира и дружбы» (бел. Ордэн «За ўмацаванне міру і дружбы») — государственная награда Республики Беларусь.

## История
- 29 сентября 2016 года — состоялось первое награждение орденом[1];
- 16 октября 2016 года — учреждение ордена решением Конституционным судом Республики Беларусь № Р-1064/2016[2];
- 27 мая 2017 года — Президент Республики Беларусь Александр Лукашенко подписал Указ №184, в соответствии с которым были учреждены новые государственные награды[3].

## Статут
Орден «За укрепление мира и дружбы» является высшим выражением признания заслуг иностранных граждан и лиц без гражданства.
Орденом «За укрепление мира и дружбы» награждаются руководители иностранных государств, лица, занимающие высшие должности в государственных органах зарубежных стран, а также видные политические и общественные деятели:
- за исключительные заслуги в укреплении двусторонних отношений с Республикой Беларусь, оказание всемерного содействия в ее социально-экономическом развитии и процветании;
- за большой личный вклад в установление дружбы и экономического сотрудничества между государствами, интеграцию Республики Беларусь в международные структуры;
- в знак признательности за активную миротворческую деятельность, гармонизацию межнациональных отношений, спонсорскую деятельность и проведение значимых гуманитарных мероприятий на благо человечества, единения и согласия в мировом сообществе[4].

## Описание
Орден «За укрепление мира и дружбы» представляет собой золотистую восьмиконечную звезду диаметром 71 мм на фоне расходящихся серебристых лучей, в центре которой размещен круг диаметром 38 мм, покрытый белой и красной эмалью. В центре круга расположено рельефное изображение Государственного герба Республики Беларусь с надписью по окружности «За ўмацаванне міру і дружбы». Круг обрамлен бортиком в виде двойного витого жгута. Между лучами восьмиконечной звезды размещены бриллианты. Обратная сторона ордена имеет гладкую поверхность, в центре находится номер ордена.
Орден при помощи ушка и кольца крепится к прямоугольной планке размером 45х11 мм, покрытой красной эмалью, с надписью «Рэспубліка Беларусь». В нижней части планки расположены лавровые ветви. Планка при помощи колец крепится к орденской цепи. Цепь состоит из чередующихся звеньев двух видов: 11 позолоченных восьмигранных звезд диаметром 28 мм, выполненных в виде василька, и 10 прямоугольников размером 50х17 мм, покрытых зеленой и красной эмалью, с изображением национального орнамента.
Орден изготавливается из серебра с позолотой.

## Награждения
| № | Страна | Фото | Имя         | Должность                                     | Дата награждения      |
| - | ------ | ---- | ----------- | --------------------------------------------- | --------------------- |
| 1 | Китай  |      | Си Цзиньпин | Генеральный секретарь ЦК КПК Председатель КНР | 29 сентября 2016 года |

## Интересные факты
Несмотря на то что орден был учреждён в мае 2017 года, первое (и пока что единственное) награждение состоялось ещё в сентябре 2016 года.